# دالیا گری
دالیا گری (انگلیسی: Dahlia Grey؛ زاده ۱۴ فوریهٔ ۱۹۷۲) بازیگر پورنوگرافی اهل ایالات متحده آمریکا است. او در سال ۲۰۰۲ برنده جایزه ای‌وی‌ان شد.